# サイド・ベンド
サイド・ベンド（side bend）は、ウエイトトレーニングの種目の一つ。外腹斜筋と内腹斜筋が主に鍛えられる。

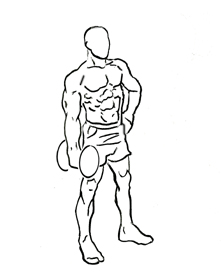
ダンベル・サイド・ベンド(スタート)

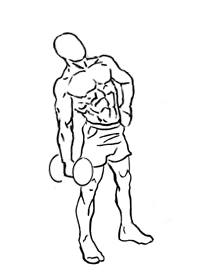
ダンベル・サイド・ベンド(フィニッシュ)

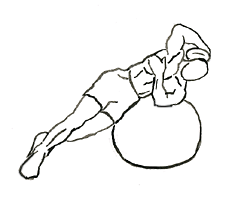
バランスボール・サイド・ベンド(スタート)

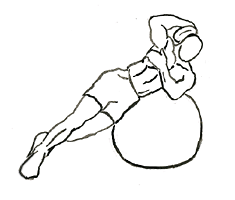
バランスボール・サイド・ベンド(フィニッシュ)

## 具体的動作

### ダンベル・サイド・ベンド
1. ダンベルを片手に持ち、肩幅程度に足を開いて直立する。ダンベルを持たない方の手は腰に当てる。
2. 息を吸いながらダンベルを持っている方に上体を傾けていく。
3. 息を吐きながら上体を起こしていく。
4. 2~3を繰り返す。反対側も同様に行う。

### スミスマシン・サイド・ベンド
1. スミスマシンのバーを片手に持ち、肩幅程度に足を開いて直立する。バーを持たない方の手は腰に当てる。
2. 息を吸いながらバーを持っている方に上体を傾けていく。
3. 息を吐きながら上体を起こしていく。
4. 2~3を繰り返す。反対側も同様に行う。

### ケーブル・サイド・ベンド
1. ロープーリーにワンハンドルバーをセットする。
2. ハンドルを片手に持ち、肩幅程度に足を開いて直立する。ハンドルを持たない方の手は腰に当てる。
3. 息を吸いながらハンドルを持っている方に上体を傾けていく。
4. 息を吐きながら上体を起こしていく。
5. 2~3を繰り返す。反対側も同様に行う。

### ライイング・サイド・ベンド
1. ローマンベンチの上に横向きになり、両足はパッド部分に固定する。骨盤のあたりがベンチに乗るようにする。
2. 上体を十分に下ろして腰をストレッチさせ、両手は腹の前で組む。
3. 息を吐きながら上体を上げていく。
4. 最大限に上げたら、息を吸いながら元の姿勢に戻る。
5. 2~4を繰り返す。反対側も同様に行う。